# سیارک ۴۴۴۱
سیارک ۴۴۴۱ (به انگلیسی: 4441 Toshie، نامگذاری:1985BB) چهار هزار و چهارصد و چهل و یکمین سیارک کشف شده‌است که در ۲۶ ژانویه ۱۹۸۵ کشف شد.
قدر مطلق سیارک برابر ۱۳٫۶۰ است.